# Сараев, Александр Андреевич
Александр Андреевич Сараев (22 октября 1902, Плесниха, Харовский район — 17 октября 1970, Киев) — советский военачальник, генерал-майор (07.12.1942), участник Великой Отечественной и Советско-японской войн. Особенно отличился, командуя 10-й стрелковой дивизией внутренних войск НКВД СССР, которая, по мнению В. И. Чуйкова, стала первой защитницей Сталинграда.

## Биография
Александр Андреевич Сараев родился 22 октября 1902 года в деревне Плесниха Азлецкой волости Кадниковского уезда Вологодской губернии. Призван на военную службу Кадниковским районным военкоматом 11 октября 1924 года. Прибыв в Харьков, был зачислен в 3-й конвойный полк войск конвойной стражи, где начал военную службу красноармейцем и вырос до командира отделения. С 1 сентября 1925 года по 9 октября 1926 года учился в Киевской пехотной школе комсостава РККА. По окончании обучения был направлен в Ленинградскую пехотную школу комсостава РККА. С сентября 1927 года служил на должности командира взвода 3-го Ленинградского полка войск ОГПУ. В 1928 году вступил в ряды ВКП(б). В августе 1930 года Александр Андреевич был назначен инструктором строевой подготовки в 9-й пограничный отряд войск ОГПУ (Псков). В июне 1932 года его перевели в 32-й полк ОГПУ на должность начальника полковой школы. Полк занимался охраной объектов на Октябрьской железной дороге. С июля 1933 года Сараев проходил службу в окружной школе младшего начсостава пограничной и внутренней охраны войск ОГПУ, исполнял должность старшего помощника начальника штаба по учебной части, а также временно исполнял должность начальника штаба школы. С апреля 1934 года был назначен инспектором в отдел боевой подготовки и вооружения Управления пограничной охраны и войск ОГПУ Ленинградского округа.
С января 1935 года начинается преподавательская часть биографии Александра Андреевича — его перевели в Московскую 3-ю пограничную школу связи НКВД имени В. Р. Менжинского на должность преподавателя тактики и топографии, а уже в июне его назначили на должность старшего руководителя тактики и топографии. В 1938 году окончил вечернее отделение Военной академии имени М. В. Фрунзе. В марте 1938 года он был назначен помощником начальника по учебно-строевой части и одновременно начальником учебного отдела Московского военно-хозяйственного училища пограничных и внутренних войск НКВД. С 25 ноября 1939 года получил назначение на командную должность в Новосибирск: Александр Андреевич возглавил 7-ю бригаду войск НКВД по охране железнодорожных сооружений. 23 февраля 1940 года А. А. Сараеву присвоено звание полковника. С 1940 года и до момента назначения на должность командира 10-й стрелковой дивизии внутренних войск НКВД в январе 1942 года командовал 27-й бригадой войск НКВД по охране железнодорожных сооружений.

### В годы Великой Отечественной войны
5 января 1942 года в соответствии с приказом НКВД СССР № 0021 полковнику А. А. Сараеву было доверено формирование 10-й стрелковой дивизии внутренних войск НКВД СССР (10-я сд), которая под командованием Александра Андреевича прославится при обороне Сталинграда. Приказом № 2 по 10-й сд он был назначен командиром дивизии. Особенностью формирования дивизии был разброс частей формируемого соединения по территории СССР: управление дивизии, 269-й и 270-й стрелковые полки формировались в Сталинграде, 41-й стрелковый полк формировался на Кавказе, 273-й стрелковый полк формировался на Урале, 271-й и 272-й стрелковые полки формировались в Сибири. Несмотря на это, уже в феврале подразделения дивизии выступили на охрану правопорядка в оперативном тылу Юго-западного фронта. При этом 41-й стрелковый полк нёс службу в районе Воронежа и впоследствии сыграл заметную роль в его обороне; 273-й стрелковый полк дислоцировался в районе станицы Новоанненской, 269-й сп в самом Сталинграде, 270-й, 271-й и 272-й в южных пригородах Сталинграда. С 17 по 22 марта три полка дивизии приняли участие в операции по зачистке Сталинграда от уголовников, дезертиров и шпионов. В ночь с 22 на 23 апреля подразделения 10-й сд приняли участие в устранении последствий первого массированного налёта люфтваффе на Сталинград. Вплоть до середины августа 1942 года дивизия Сараева несла «непрерывную заградительную службу разведки и наблюдения на основных подъездных путях к городу и в черте города, успешно справившись с возложенными задачами. Непосредственным результатом этого вида служебной деятельности явилось задержание значительного количества преступного элемента и различного рода нарушителей».

#### Участие в Сталинградской битве
Официально полковник А. А. Сараев начал принимать участие в военных действиях с 18 августа 1942 года.
Директивой Ставки ВГК № 170562 от 9 августа 1942 года полковник А. А. Сараев был назначен начальником Сталинградского гарнизона. Основу гарнизона, кроме 10-й стрелковой дивизии внутренних войск НКВД, составляли различные части НКВД: штаб 35-й дивизии конвойных войск НКВД, 227-й полк конвойных войск НКВД, 249-й конвойный полк НКВД, штаб 91-го полка войск НКВД по охране железных дорог, 73-й отдельный бронепоезд войск НКВД по охране железных дорог, 178-й полк войск НКВД по охране особо важных предприятий промышленности. Назвав «личной гвардией» эти части Сталинградского гарнизона, британский историк Энтони Бивор оценил их в 15 000 человек и отметил, что А. А. Сараев «взял под контроль все перемещения речного транспорта».
10 августа дивизия Сараева была подчинена командованию 62-й армии, а в ночь с 23 на 24 августа дивизия начала боевые действия на северных окраинах Сталинграда: 282-й стрелковый полк внутренних войск НКВД вступил в бой с 16-й танковой дивизией вермахта и до середины ноября вёл бои в составе группы полковника Горохова.
Именно 10-я стрелковая дивизия внутренних войск НКВД стала крупнейшим советским соединением, ставшим на пути основных ударных клиньев вермахта во время первого штурма Сталинграда. Как сказано в наградном листе на полковника А. А. Сараева, подписанном А. И. Ерёменко, «дивизия преградила путь к центру города ударной группировке немцев, сдержала натиск врага и совместно с частями Красной Армии вела упорные и тяжёлые уличные бои в центральной части города Сталинград, преграждая противнику путь к переправам через реку Волга». Особенностью действий дивизии Сараева в Сталинграде было использование её полков на разных направлениях в городе, который растянулся на 35—40 километров вдоль Волги. При этом между полками дивизии располагались значительно ослабленные части 62-й армии. Таким образом на дивизию Сараева опирались все остальные отступающие в Сталинград части РККА. Вот как оценил роль 10-й стрелковой дивизии внутренних войск НКВД в Сталинградской битве В. И. Чуйков:

Воинам 10-й Сталинградской дивизии внутренних войск полковника А. А. Сараева пришлось быть первыми защитниками Сталинграда, и они с честью выдержали это труднейшее испытание, мужественно и самоотверженно сражались с превосходящими силами врага до подхода частей и соединений 62-й армии.— Чуйков В. И. «Подвиг не забывается»
В свою очередь, Энтони Бивор так отозвался о полковнике А. А. Сараеве и «его гвардейцах»:

Войска НКВД сражались храбро, но несли очень большие потери. Позднее дивизия получила орден Ленина и имя «Сталинградская». Сараев во время боёв всегда оставался на своём посту, но вскоре потерял благосклонность начальства…— 

#### После Сталинграда
4 октября остатки 10-й стрелковой дивизии внутренних войск НКВД (без 282-го стрелкового полка, оборонявшегося в составе группы полковника Горохова на северной окраине Сталинграда) были выведены из города на левый берег Волги. Но, несмотря на вывод дивизии из непосредственного контакта с 6-й армией вермахта, до 13 ноября дивизия Сараева числилась в составе действующей армии. 26 октября 1942 года поступил приказ передислоцировать дивизию в Челябинск для переформирования. 4 ноября за «проявленные смелость, мужество и способность по охране и защите города Сталинграда» полковник А. А. Сараев был представлен к ордену Красного Знамени, но командующий Сталинградским фронтом генерал-полковник А. И. Ерёменко исправил награду на орден Ленина, которым 2 декабря 1942 года Андрей Александрович был награждён. 9 ноября командование Сталинградского фронта обратилось к И. В. Сталину с просьбой наградить дивизию орденом Ленина. С 13 ноября дивизия была включена в состав Отдельной армии войск НКВД и реорганизовывалась по штатам РККА. Вместо пяти стрелковых полков создавались три и добавлялся артиллерийский полк. 5 декабря 1942 года 10-я стрелковая дивизия внутренних войск НКВД была награждена орденом Ленина и получила почётное наименование «Сталинградская». При этом каждый из трёх стрелковых полков получил персональное почётное наименование. 7 декабря Александру Андреевичу Сараеву было присвоено звание генерал-майора. 1 февраля 1943 года дивизия в составе Отдельной армии войск НКВД была включена в состав РККА, получив армейскую нумерацию «181-я стрелковая», при этом сохранив почётное наименование и награды. 3 февраля дивизия была включена в состав 70-й армии и с 15 февраля 1943 года и до 9 мая 1945 года входила в состав действующей армии.

#### Командование 181-й стрелковой дивизией
С февраля 1943 года А. А. Сараев и его 181-я стрелковая дивизия в составе 70-й армии сражались в полосе Центрального фронта. Во время Курской битвы 181-я стрелковая дивизия участвовала в оборонительной и наступательной фазе. В боях с 5 по 10 июля 1943 года немецкие части, наступавшие на Севском направлении, не имели успеха и не смогли прорваться на участке обороняемом сараевцами. После перехода в контрнаступление дивизия с 18 по 23 июля освободила более десяти крупных населённых пунктов и узлов сопротивления противника. За успехи дивизии в боях на Курской дуге генерал-майор А. А. Сараев был награждён орденом Красного Знамени.
Дивизия Сараева отличилась в Черниговско-Припятской наступательной операции. 18 сентября 1943 года А. А. Сараева была поставлена задача силами дивизии форсировать Десну. Кроме сопротивления противника задача осложнялась отсутствием в дивизии переправочных средств. К 19:00 авангард дивизии вышел к реке и началась подготовка к переправе на подручных средствах. К 18:00 19 сентября 271-й стрелковый полк смог переправиться и занять плацдарм в районе населённого пункта Жовлинка, а к 12:00 20 сентября вся стрелковая дивизия форсировала реку и вела наступление на Чернигов с юга. За форсирование Десны А. А. Сараев был награждён орденом Суворова II степени.

#### Командование 99-й стрелковой дивизией
25 февраля 1944 года генерал-майор А. А. Сараев простился с 181-й Сталинградской стрелковой дивизией и был откомандирован в распоряжение Военного совета 1-го Украинского фронта. В марте он был назначен командиром 99-й стрелковой дивизии, которая под его командованием участвовала в Проскуровско-Черновицкой и Львовско-Сандомирской наступательных операциях, в освобождении Правобережной Украины, городов Черновцы, Каменец-Подольский, Львов, Перемышль, Станислав, Тернополь, успешно форсировала Днестр. В октябре 1944 года за форсирование Дуная (в рамках Будапештской наступательной операции) Александр Андреевич и его дивизия были награждены орденом Суворова 2-й степени. 29 января 1945 года генерал-майор А. А. Сараев был снят с командования дивизией с формулировкой «за систематическое нарушение воинской дисциплины и плохое руководство войсками» и переведён в распоряжение Военного совета 3-го Украинского фронта.

#### Дальнейшая служба
В мае 1945 года Александр Андреевич был откомандирован в Главное управление кадров Народного комиссариата обороны СССР, где разбиралось его персональное дело. В результате в июне его откомандировали в распоряжение Военного совета Приморской группы войск Дальневосточного фронта. С 7 августа 1945 года проходил службу на должности заместителя командира 231-й стрелковой дивизии по строевой части. В этой должности принимал участие в Харбино-Гиринской наступательной операции (Советско-японская война). Будучи одним из самых опытных боевых командиров дивизии, принимал непосредственное участие во всех боестолкновениях дивизии с группами противника. По результатам этих боёв Сараев был представлен к ордену Красного Знамени, но награждён был орденом Отечественной войны I степени.

### В послевоенные годы
С сентября 1946 года до июля 1947 года — Александр Андреевич служил заместителем командира 39-й стрелковой дивизии Забайкальско-Амурского военного округа. После этого был переведён на должность заместителя, а в октябре — начальника Управления боевой и физической подготовки Главного командования советских войск на Дальнем Востоке. С июля 1950 года по ноябрь 1954 года служил заместителем командира 73-го стрелкового корпуса Прикарпатского военного округа. В ноябре 1954 года генерал-майор А. А. Сараев уволен в запас.
Александр Андреевич умер 17 октября 1970 года в Киеве.

## Награды
- два ордена Ленина (2 декабря 1942[12], 15 ноября 1950[18]);
- четыре ордена Красного Знамени (20 августа 1943[3], 14 января 1944[19], 3 ноября 1944[20], 30 декабря 1956[18]);
- орден Суворова II степени (23 сентября 1943)[15][21];
- орден Богдана Хмельницкого II степени (23 сентября 1944)[22];
- орден Отечественной войны I степени (19 сентября 1945)[16];
- медаль «За оборону Сталинграда» (1942)[1];
- медаль «За победу над Германией в Великой Отечественной войне 1941—1945 гг.» (24 сентября 1945)[23];
- медаль «За победу над Японией» (1945)[18];
- юбилейная медаль «30 лет Советской Армии и Флота» (1948)[1]

Иностранные награды
- крест Храбрых (ПНР, 19 декабря 1968)[24]

## Публикации
- Сараев А. А. В боях закаленная // Так сражались чекисты. Сборник / Лит. обработка А. И. Афанасьева. — Волгоград: Нижне-Волжское книжное издательство, 1974. — С. 32—58. — 175 с. — (Подвиг Сталинграда бессмертен). — 100 000 экз.

- Сараев А. А. Стояли насмерть (10-я стрелковая дивизия войск НКВД) / Лит. обраб. А. П. Дудкина. Предисл. А. С. Чуянова. — Волгоград: Нижне-Волжское книжное издательство, 1976. — 192 с. — (Подвиг Сталинграда бессмертен).
- Сараев А. А. В боях закалённая // Жизнь в огне. Сборник / Сост. Б. В. Дружинин, Е. В. Алмазова. — 2-е изд., доп. — Волгоград: Нижне-Волжское книжное издательство, 1978. — С. 272—294. — 432 с. — (Подвиг Сталинграда бессмертен). — 100 000 экз.

## Оценки и мнения
Командир 62-й армии В. И. Чуйков в своих воспоминаниях писал о А. А. Сараеве: «Полковник Сараев, по словам Крылова, считал себя независимым и не особенно охотно выполнял приказы армии».

## Память
В 1976 году в Волгограде в Нижне-Волжском книжном издательстве в серии «Подвиг Сталинграда бессмертен» была издана книга воспоминаний Александра Андреевича «Стояли насмерть!».